# Усті-над-Орлиццю (округ)
Усті-над-Орлиццю (чеськ. Okres Ústí nad Orlicí) — адміністративно-територіальна одиниця в Пардубицькому краї Чеської Республіки. Адміністративний центр — місто Усті-над-Орлиццю. Площа округу — 1 258,31 км², населення становить 138 179 осіб.
До округу входить 115 муніципалітетів, з котрих 10 — міста.